# Stoneville
Stoneville är en ort i Rockingham County i delstaten North Carolina, USA.